# Octomeria crassifolia
Octomeria crassifolia é uma pequena espécie de orquídea (Orchidaceae) originária do Brasil. É uma espécie muito próxima da Octomeria alpina. A planta epífita é também encontrada no Equador e na Argentina.

## Características
A planta apresenta caule secundário cilíndrico rígido com bainhas escariosas. Folhas planas, conduplicadas, estreitamente elíptica. Inflorescência multiflora, sendo as flores amareladas. A sépala dorsal tem formato elíptico lanceolada; o labelo com âmbito oblongo-ovado, lobos laterais suborbiculares, lobo terminal suboblongo; e o ginostêmio é encurvado.
A orquídea é encontrada em árvores antigas, sendo mais frequente em locais bem preservados. A Octomeria crassifolia se apresenta em forma de grandes touceiras no topo e ramos de árvores. Com flores abundantes de pouca duração, apresentam odor suave que atrai dípteros que fazem a sua polinização.

## Ver também

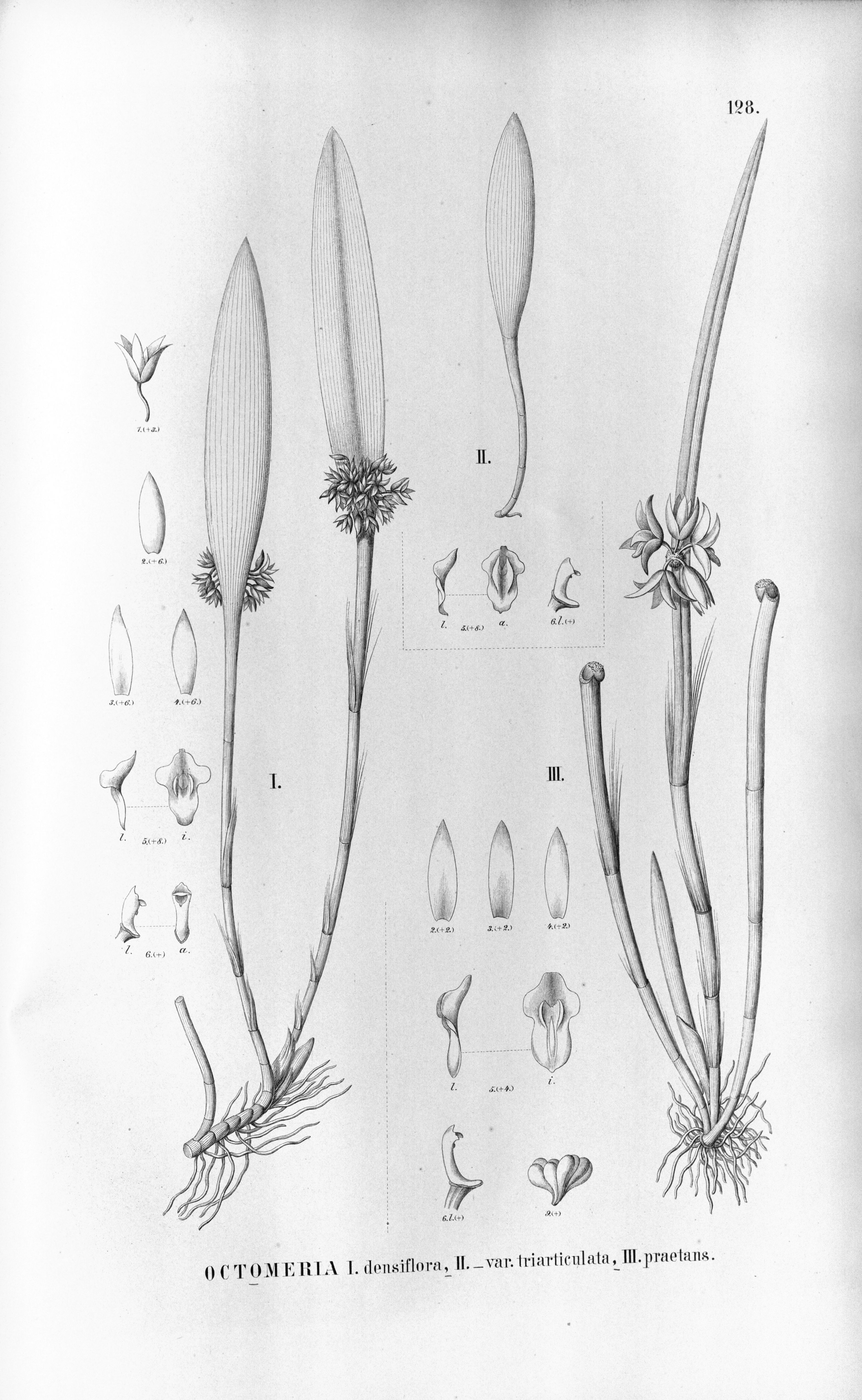
Flora Brasiliensis.